# Gerbillus pulvinatus
Gerbillus pulvinatus (Rhoads, 1896) è un roditore della famiglia dei Muridi diffuso nell'Africa orientale.

## Descrizione

### Dimensioni
Roditore di piccole dimensioni, con la lunghezza della testa e del corpo tra 86 e 105 mm, la lunghezza della coda tra 118 e 145 mm, la lunghezza del piede tra 25 e 28 mm, la lunghezza delle orecchie tra 10 e 16 mm.

### Aspetto
Le parti dorsali sono bruno sabbia, più scure lungo la spina dorsale, la base dei peli è grigia, i fianchi sono più chiari, mentre le parti ventrali, il mento, la gola e gli arti sono bianchi. Sono presenti una macchia bianca sopra e sotto ogni occhio ed una più indistinta alla base posteriore di ogni orecchio. Le dita dei piedi sono frangiate con piccole setole. La coda è più lunga della testa e del corpo, è dello stesso colore del dorso sopra, bianca sotto e con un ciuffo di peli scuri più lunghi all'estremità. Il cariotipo è 2n=62 FN=84.

## Biologia

### Comportamento
È una specie terricola.

## Distribuzione e habitat
Questa specie è conosciuta nell'Etiopia sud-occidentale, Kenya settentrionale e a Gibuti. Probabilmente è presente anche nel Sudan del Sud sud-orientale e nelle regioni più aride della Somalia.
Vive nelle savane secche, nelle radure con vegetazione sparsa e in pianure rocciose.

## Conservazione
La IUCN Red List, considerato il vasto areale e la popolazione numerosa, classifica G.pulvinatus come specie a rischio minimo (Least Concern).